# 国策研究クラブ
国策研究クラブ（こくさくけんきゅうクラブ）は、安達謙蔵らによって1932年7月1日に結成された「議会ファシスト」の団体。国民同盟の前身。

## 概要
立憲民政党内の安達謙蔵らの「協力内閣運動」はむしろ第2次若槻内閣の衰退を促して失敗に終わった。しかしその後7月にはこの国策研究クラブを結成し、翌8月には国民同盟へと改組した。